# Îles du Bliss
Pour les articles homonymes, voir Bliss.
Les îles du Bliss ou îles du Pliz se situent à l’extrême sud du Sénégal, en Casamance, au nord de l'embouchure du fleuve éponyme dans la Communauté rurale de Kafountine. Elles sont composées des îles de Kalissaye (Boune, Boko, Saloulou et Kailo).
L'hydrographie de la zone est marquée par la présence de nombreux bras ou bolongs qui se jettent dans le marigot de Diouloulou ou dans le fleuve Casamance.
Les îles abritent la réserve ornithologique de Kalissaye, qui se déploie sur plus de 30 000 hectares entre les îles du Bliss et de Karones, au cœur du delta du fleuve Casamance.
Les îles du Bliss au nord et le petit Kassa (l’archipel de Diogué, Hitou, Bakassouk et Niomoune) au sud englobent les îles Bliss-Kassa.